# Gamma-kitörés

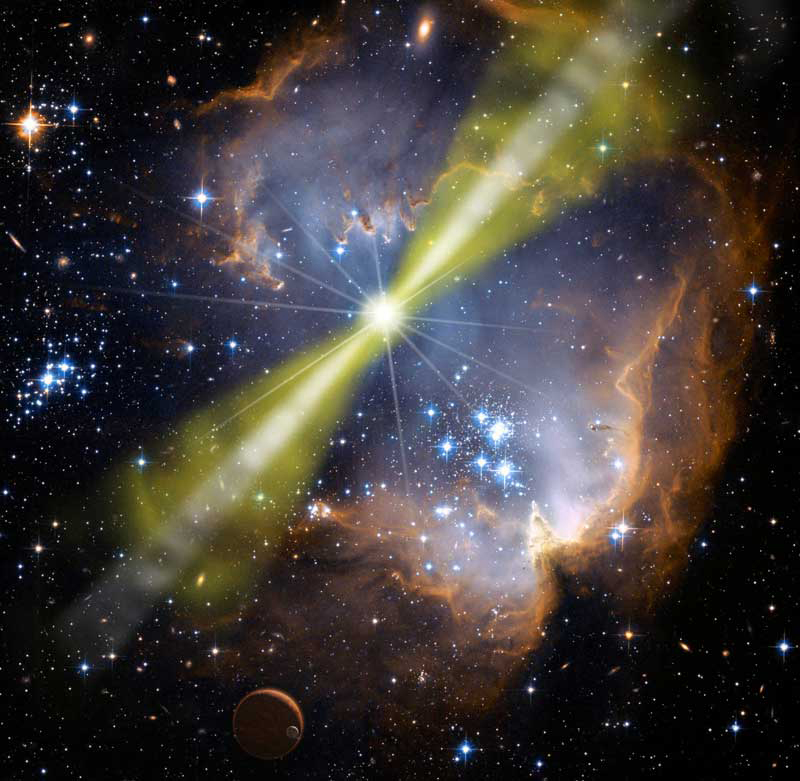
Fantáziakép egy gamma-kitörésről

A gamma-kitörések (rövidítve: GRB, az angol gamma-ray burst-ből) látszólag véletlenszerű helyekről érkező gammafelvillanások, melyek 10-20 milliszekundumtól néhány percig tartanak, és gyakran követi őket utófénylés nagyobb hullámhosszokon (röntgen, ultraibolya, látható fény, infravörös és rádióhullám). Ezek a legfényesebb jelenségek a világegyetemben az ősrobbanás után. Gamma-kitöréseket naponta átlagosan egyszer észlelnek az űrben keringő műholdak.

## Osztályozásuk
Úgy tűnik, hogy a megfigyelt gamma-kitörések többsége („hosszú” kitörések) nagy tömegű (legalább 30-40 naptömeg) csillagok élete végén jön létre (ezeket szokás kollapszárnak vagy hipernóvának nevezni). Az ilyen robbanások nagy részét kis tömegű, szabálytalan galaxisok csillagai okozzák. A progenitor vagyis az objektum amely létrehozza, általában gyorsan forgó csillag, ami a forgás miatt nem tud egyszerű szupernóvaként felrobbanni. Fémtartalma (a csillagászati terminológiában fémnek nevezünk minden elemet a hidrogénen és a héliumon kívül) valószínűleg nagyon alacsony, emiatt a csillag viszonylag kevés anyagot veszít csillagszél formájában. A központi rész összeomlása révén a haldokló csillag közepén létrejön egy fekete lyuk. A többi anyag fekete lyukba való bespirálozása közben jönnek létre az ultra-relativisztikus kitörések, feltehetően jetek (anyagsugarak) formájában.
A gamma-kitörések kisebbik része („rövid” kitörések) máshogy jön létre, általában két, egymás körül keringő neutroncsillag (vagy neutroncsillag fekete lyuk kettős) ütközéséből (lásd: kilonóva).
Az összes ismert gamma-kitörés a Tejútrendszeren kívüli esemény (bár egy hasonló jelenséget, a lágy gamma-ismétlőket a galaktikus magnetároknak tulajdonítják), és legtöbbjük több milliárd fényévre van.

## Felfedezés és történet

### A Vela holdak és a gamma-kitörések felfedezése
A kozmikus gamma-kitöréseket az 1960-as évek végén fedezték fel az amerikai Vela műholdakkal. Ezeket a holdakat a szovjetek titkos űrbéli (többek között a Hold túlsó felén tervezett) nukleáris fegyvertesztelései által kibocsátott gammasugár-impulzusok megfigyelésére építették. Soha nem észleltek ilyen tesztelést, de mélyűrből érkező villanásokat találtak. Ezeket az eredményeket 1973-ban tették közzé, elindítva a gamma-kitörések modern tudományos kutatását.

### Compton űrtávcső

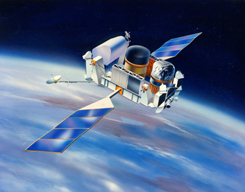
A Compton űrtávcső

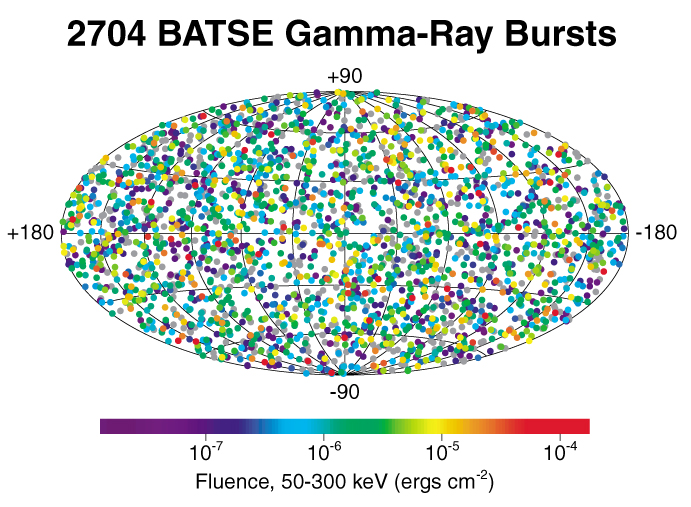
A BATSE által észlelt gamma-kitörések eloszlása egyenletes

A gamma-kitörések felfedezését több későbbi küldetésen megerősítették, beleértve az Apollo és a Venyera küldetéseket. A gamma-sugarak nem tudnak áthatolni a Föld légkörén, csak az űrből látszanak. Sok elmélet megjelent ezekről a folyamatokról, vannak közeli forrásokat feltételező elképzelések, de legtöbbjük galaktikus eredettel számol. Újabb nagy előrelépést a Compton űrtávcső (Compton Gamma Ray Observatory, CGRO) és annak BATSE (Burst and Transient Source Explorer) nagy érzékenységű gammasugár-detektora jelentett. Az általa szolgáltatott fontos információk közé tartozott, hogy a gamma-kitörések eloszlása az égen izotróp, vagyis nem tömörülnek különleges irányokban, mint a galaktikus sík vagy a galaktikus központ cáfolva minden galaktikus származást. A kitörések izotrópiájának felfedezése leszűkítette a lehetséges távolságokat és az 1990-es évek közepére már csak két elméletet tartottak elfogadhatónak. Az egyik szerint a galaxist körülvevő nagy, diffúz haloból származnak, a másik szerint pedig távoli, Lokális Csoporton kívüli galaxisokból. A galaktikus modell támogatói olyan jól ismert objektumokra gondoltak, mint a lágy gamma-ismétlők, a periodikusan kitörő, erősen magnetizált galaktikus neutroncsillagok, valamint arra a tényre, hogy egy ilyen látszólagos fényességű távoli kitörés túl nagy energiát igényel. Az extragalaktikus modell támogatói szerint a neutroncsillag elmélet túl sok egybeeséssel számol ahhoz, hogy megmagyarázza a BATSE által észlelt izotrópiát.
A gamma-kitörések két, látszólag különálló kategóriába esnek: rövid időtartamú, erős-spektrum kitörések ("rövid kitörések") és hosszú időtartamú, lágy-spektrum kitörések ("hosszú kitörések"). A rövid kitörések időtartama általában 2 másodpercnél rövidebb és nagyobb energiájú fotonok jellemzik, a hosszú kitörések tipikusan 10-40 másodpercig tartanak, fotonjaik alacsonyabb energiájúak.
Az elmúlt években felmerült egy harmadik, közepes időtartamú csoport léte is.
Az elkülönülés nem abszolút, a populációk átfedik egymást.

### BeppoSAX
A gammasugár detektorok rossz felbontása miatt a felfedezés után sokáig még egyetlen gamma-kitörést sem lehetett társítani ismert objektummal (csillaggal vagy galaxissal). Az egyedüli reményt a kitörést követő halvány, nagyobb hullámhosszú sugárzás – az ún. utófénylés – megtalálása jelentette, amelyet a legtöbb elméleti modell megjósolt. Viszont az intenzív keresés ellenére sem találtak ilyen emissziót.
Ez megváltozott 1997-ben, amikor a holland–olasz építésű BeppoSAX műhold egy gamma-kitörés irányára állította a röntgenkameráját és halványuló röntgensugárzást észlelt. Ezt követően földi teleszkópok optikai fénylést is találtak. A pontos helyzet ismeretében most már a kitörés elhalványulása után is azonosítani lehetett egy halvány, nagyon távoli galaxist a kitörés helyén. Néhány héten belül a távolságról szóló hosszú vita véget ért: a gamma-kitörések extragalaktikus jelenségek, távoli, halvány galaxisokban. Ez a felfedezés forradalmasította a kitörések vizsgálatát.

### A gamma-kitörések kutatása ma

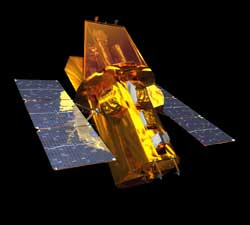
A Swift műhold

Hasonló változások vannak ma is a gamma-kitörések vizsgálatában, főleg a NASA Swift műholdjának köszönhetően. Fedélzetén érzékeny gammadetektorokon kívül röntgen- és optikai teleszkópok is vannak, amelyek kevesebb mint egy perc alatt az új kitörés irányába fordulnak. Az eddigi eredmények közé tartozik a rövid kitörések utófényléseinek első észlelése, hatalmas mennyiségű adat az utófénylések környezetéről fejlődésük korai szakaszában, és hatalmas röntgenkitörések felfedezése a gamma-kitörés után egy perctől egy napig terjedő időszakban.
2008. április 23-án bocsátották fel Indiából az olasz AGILE csillagászati műholdat, melynek fedélzetén a gamma-tartományban működő képalkotó műszer (GRID, Gamma Ray Imagining Detector), valamint kemény röntgensugárzást vizsgáló detektor (SuperAGILE) és szilícium mikrokaloriméter (MCAL) van. A műhold a gamma-kitörések gyors helymeghatározásában és kemény röntgenforrások gamma-tartománybeli vizsgálatában fog segítséget nyújtani.
2008. június 11-én pályára állították a Fermi- (korábbi nevén GLAST, Gamma-ray Large Area Space Telescope, azaz Nagy Látómezejű Gammasugár-Űrtávcső) űrtávcsövet, mely a Compton űrtávcsővel megegyező feladatot fog ellátni, annál jóval nagyobb érzékenységgel.

### Földi eredetű gamma-felvillanás
Villámláskor időnként nagy energiájú elektron- és gamma-sugárzás is keletkezik, amit angol elnevezéssel Terrestrial Gamma-ray Flashes-nek (röviden: TGF-nek) neveznek („földi gammasugár-felvillanás”). Ezt a sugárzást a földi légkör elnyeli, így kizárólag a légkörön kívül, műholddal észlelhető.
Az ilyen eredetű sugárzást első ízben az 1990-es években a NASA Compton gammasugár-űrtávcsöve észlelte. A NASA későbbi RHESSI küldetése is végzett megfigyeléseket, amik megerősítették a korábbi méréseket, azonban sok kérdés még nyitott a jelenséggel kapcsolatban (például a villámlások 100-szor gyakrabban történnek).
A földi eredetű gamma-felvillanásokat az apró Firefly műholddal kívánják vizsgálni, melynek felbocsátása 2010/2011-ben esedékes.

## Nevezetes gamma-kitörések
A műholdak eddig több ezer gamma-kitörést észleltek. A következő lista csak a történelmi és tudományos fontosságú kitöréseket tartalmazza:
- GRB 670702 – Az első észlelt gamma-kitörés.
- GRB 970228 – Az első gamma-kitörés megfigyelt utófényléssel. Az utófénylés helye látszólag egy nagyon halvány galaxissal esett egybe, ami erős bizonyítéka volt a kitörések extragalaktikus voltának.
- GRB 970508 – Az első gamma-kitörés megmért vöröseltolódással. A z = 0,835 ugyancsak a kitörések extragalaktikus mivoltát erősítette meg.
- GRB 971214 – Korábban úgy vélték, ez volt az univerzum egyik legnagyobb energiájú eseménye.
- GRB 980425 – Az első gamma-kitörés megfigyelt szupernóva-társítással (SN 1998bw), amely bizonyította a kitörések és a szupernóvák kapcsolatát. A kitörés szokatlanul halvány volt és az addigi legközelebbi.
- GRB 990123 – Ennek a kitörésnek volt az addigi legfényesebb optikai utófénylése. 8,95 magnitúdós látszólagos fényességgel alig volt halványabb, mint a Neptunusz, hatalmas távolsága (9,6 milliárd fényév, z = 1,6 vöröseltolódás) ellenére.
- GRB 030329A – Fényes és közeli gamma-kitörés (z=0,168 vöröseltolódás), egyértelmű szupernóva-társítással.
- GRB 041219A – Fényes gamma-kitörés, melynek polarizációját vizsgálták.[17]
- GRB 050509B – Az első azonosított rövid gamma-kitörés. Bebizonyosodott, hogy a hosszú kitörésekkel ellentétben a rövid kitörések idős galaxisokban jönnek létre és nincs kísérő szupernóvájuk.
- GRB 060218 – Kis vöröseltolódású kitörés szupernóvával.
- GRB 070125 – Olyan gamma-kitörés, melynek helyén semmilyen objektumot nem találtak.[18]
- GRB 080319B – Az addig megfigyelt legnagyobb energiájú gamma-kitörés. Jellemző, hogy 7,5 milliárd fényév távolsága (z=0,937 vöröseltolódás) ellenére (ez az Univerzum általunk látható teljes méretének fele) az optikai fényessége elérte az 5,76 magnitúdót, azaz körülbelül egy percig szabad szemmel is látható volt.[19][20] A villanás nagy fényességének oka valószínűleg az, hogy a Föld nagy pontossággal a poláris anyagkidobás irányában feküdt, így ennek belső, sokkal intenzívebb része sugárzott bolygónk felé. A belső régió kúpjának nyílásszöge mindössze 0,2°, ez alapján átlagosan 10 évente várható ilyen rálátási irányú, a többinél lényegesen fényesebb GRB.[21]
- GRB 080913 – Újabb távolságrekorder gamma-kitörés, vöröseltolódása (z=6,7) alapján távolsága 12,8 milliárd fényév.[22]
- GRB 080916C – Az addig megfigyelt legnagyobb erejű kitörés, energiafelszabadulása mintegy 9000 szupernóváénak felel meg, a kidobott anyag sebessége a fénysebesség 99,9999%-a.
- GRB 090423 – Távolságrekorder, z = 8,2 vöröseltolódása alapján távolsága 13 milliárd fényév, ezzel az eddig megfigyelt legtávolabbi objektum (azóta felfedeztek egy ennél is távolabb lévő galaxist, de a GRB 090423 továbbra is a legtávolabbi gamma-kitörés). Az ősrobbanás után mindössze 630 millió évvel történt robbanás is megerősíti, hogy a csillagkeletkezés már a nagyon korai univerzumban is megindult.[23][24][25]
- GRB 110328A – A valaha észlelt leghosszabb idejű (7 nap) gamma-kitörés. A kitörés viszonylag „közel” 3,8 milliárd fényévre (z = 0,35) történt a Sárkány csillagképben.[26][27]
- GRB 170817A – Gamma-kitörés, az első, amely által keltett gravitációs hullámokat sikerült megfigyelni.[28][29][30]
- A Jénai Egyetem Asztrofizikai Intézetének két csillagásza szerint i. sz. 774-ben vagy 775-ben két kompakt csillagmaradvány (fekete lyuk, neutroncsillag vagy fehér törpe) összeütközése nyomán gamma-kitörés keletkezett. Az összeütközés mintegy 3000-12 000 fényév távolságban következhetett be (közelebb nem, mert az a földi élővilág egy részének kihalásával járt volna). A tudományos feltételezést szén-14 és berillium-10 izotópokban feldúsult fatörzsek vizsgálatára alapozzák, aminek nincsen más, észszerű magyarázata. Korábban felmerült, hogy az észlelt hatást szupernóva vagy heves napkitörés váltotta ki, ezeket azonban elvetették, mert egyrészt nem találtak szupernóva-maradványokat ebben a távolságban, másrészt a napkitörés nem lett volna annyira erős. A sugárzás mindössze két percig tartott. A kutatók még keresik az összeütközés eredményeként létrejött égi objektumot (amit nem vesz körül a szupernóvára jellemző gáz- vagy porfelhő). A kutatók a hasonló erejű események gyakoriságának meghatározásán is dolgoznak. Az utóbbi 3000 évben ez volt az egyetlen ilyen erősségű kitörés.[31][32]

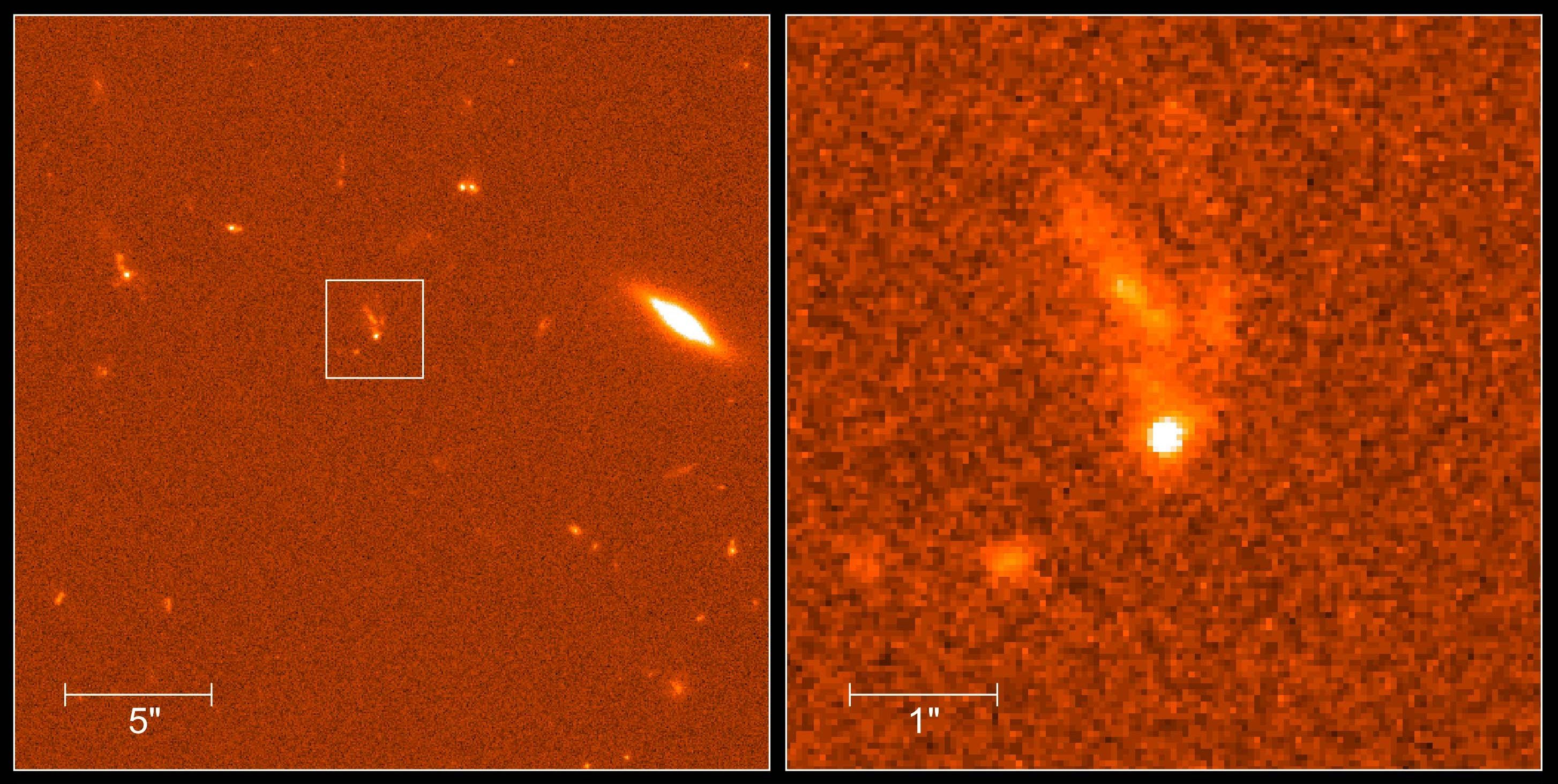
A GRB 990123 gamma-kitörés optikai utófénylése 1999. január 23-án
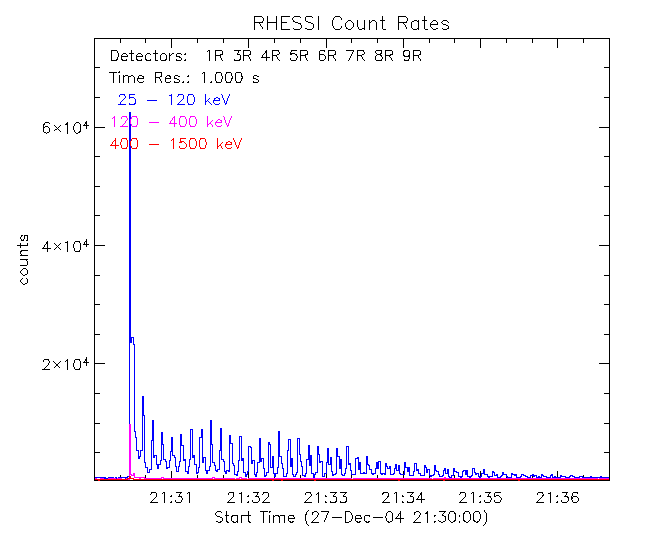
A GRB 041227 fényesség-diagramja különböző hullámhosszakon a RHESSI műhold megfigyelése alapján
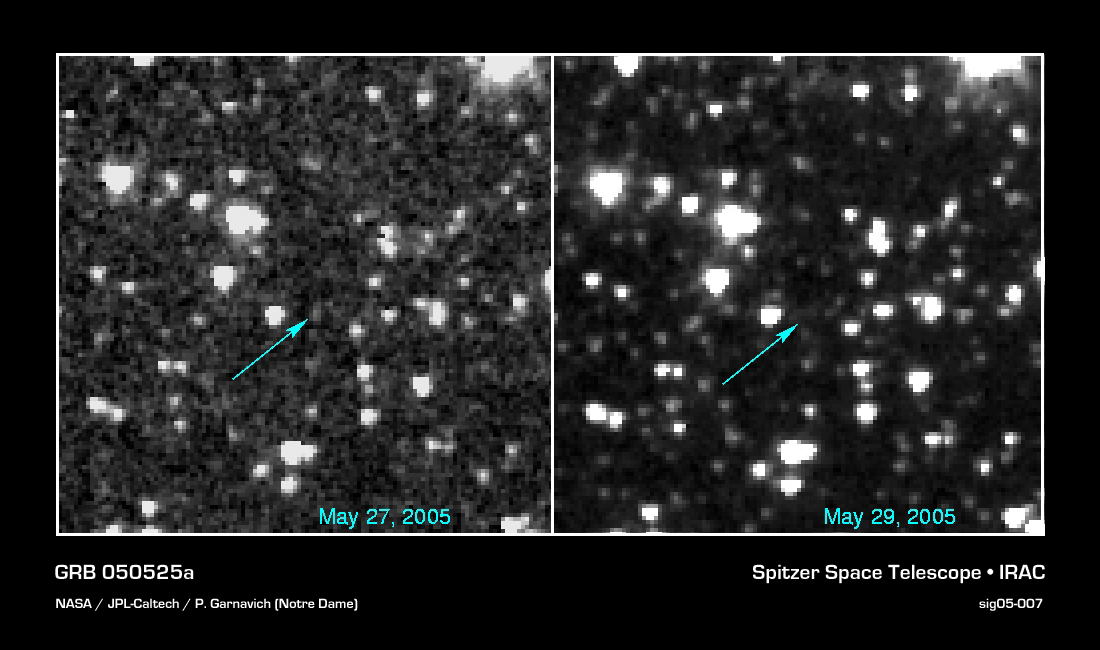
A GRB 050509B gamma-kitörés Spitzer űrtávcsővel készült képe
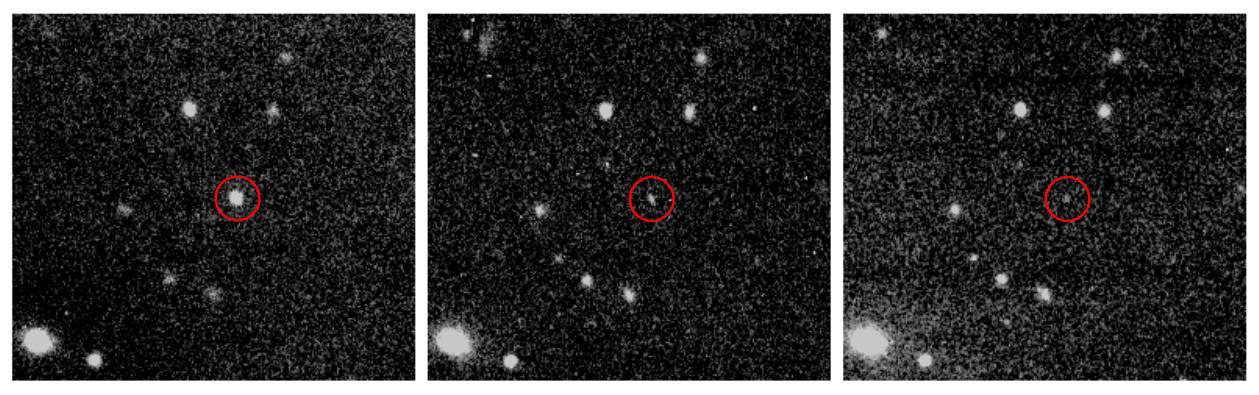
A GRB 050904 halványuló utófénylése infravörös tartományban. A SOAR 4,1 méteres teleszkóppal készült felvételek
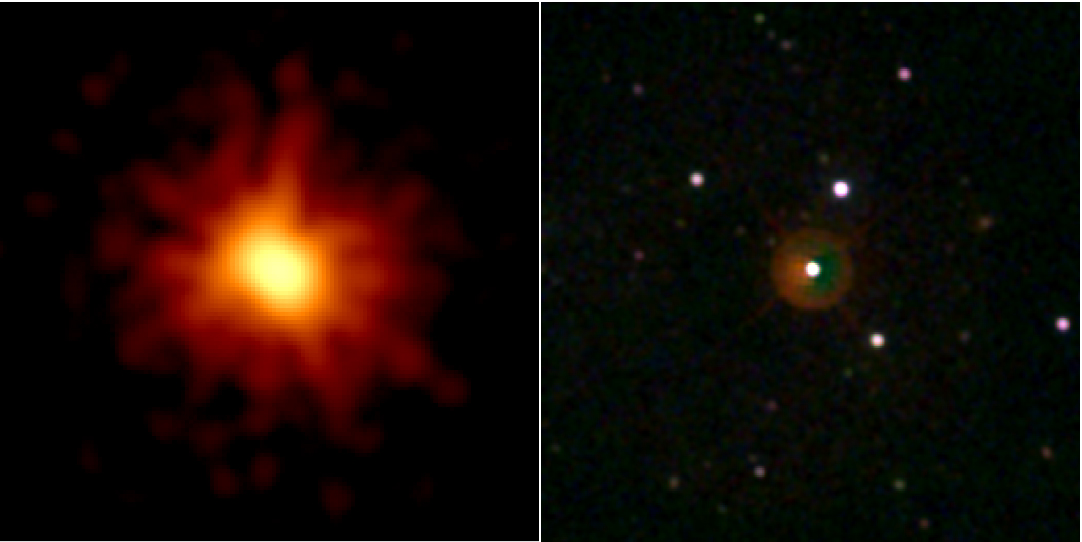
A GRB 080319B intenzív utófénylése a Swift műhold röntgen- (balra) és ultraibolya/látható fény (jobbra) tartományában készült felvételén

### Magyar oldalak
- Fényűzés felsőfokon – Karcsai Balázs írása az Élet és Tudományban
- Gammakitörések a világegyetemben a felfedezéstől napjainkig (1. rész) – Űrvilág.hu
- Gammakitörések a világegyetemben a felfedezéstől napjainkig (2. rész) – Űrvilág.hu
- Gammakitörések a világegyetemben a felfedezéstől napjainkig (3. rész) – Űrvilág.hu
- Gammakitörések a világegyetemben a felfedezéstől napjainkig (4. rész) – Űrvilág.hu
- A gamma-kitörések harmadik csoportjának felfedezéséről
- Cikk a Fermi műholdról

### Külföldi oldalak
- GRBlog: Gammakitörés adatbázis a Texas Egyetem oldalán
- Greiner gammakitörés katalógus
- Gammakitörés FAQ a Caltechtől
- Gammakitörésekről a Swift oldalán Archiválva 2012. december 11-i dátummal az Archive.is-en
- Valós idejű égbolttérkép a Swift adatai alapján
- Gammakitörés koordinátahálózat
- 'Shockingly Bright' Burst of Gamma Rays from Dying Star in Distant Galaxy 2013-05-03